# Weingut Riffel

Le Weingut Riffel est un établissement viticole Hesse rhénanien installé à Bingen am Rhein-Büdesheim, commune du Rhénanie-Palatinat, au pied du Rochusberg, où la Nahe se jette dans le Rhin.

## Histoire
La quatrième génération des Riffel exploite aujourd'hui 18 hectares de vignes. Erik Riffel a repris la responsabilité de la cave en 1991. Depuis 2009, lui et sa femme Carolin, qui a rejoint le domaine en 2003, travaillent de manière écologique les vignes déjà cultivées par leurs arrière-grands-parents. Depuis 2012, le domaine est certifié pour l'exploitation écologique par l'organisation Ecovin. La même année, le domaine est passé à la biodynamie.
Le domaine est un membre fondateur de “Maxime Herkunft Rheinhessen”, qui s'est formé en 2017 pour renforcer le modèle de classification à trois niveaux des vins de domaine, des vins locaux et des vins de terroir en tant que classification reconnue, valorisante et tangible de la qualité des vins afin d'affirmer le profil de la Hesse rhénane. Depuis 2017, tous les vins sont certifiés par le V-Label. Le domaine est également membre du «Binger Weinsenat».

## Tableau des cépages
Sur les 18 hectares de vignoble, on cultive principalement des cépages blancs. Le riesling est le cépage dominant, mais on y cultive aussi du silvaner, du pinot blanc et du pinot gris. Parmi les cépages rouges, on trouve le pinot noir et le merlot. Les autres cépages sont le Scheurebe, le Chardonnay, le Gewurztraminer et le Sauvignon Blanc. La grande variété de cépages est typique d'une exploitation de la Hesse rhénane. Chaque année, environ 100.000 bouteilles sont produites.
Le domaine produit un pét-nat, un pétillant naturel, à partir des cépages pinot blanc et scheurebe. À partir des cépages silvaner et gewurztraminer, le domaine produit un vin blanc macéré →vin orange. Un vin sans alcool est également produit à partir de riesling.

## Vignobles
Le Weingut Riffel produit de 100 000 à 110 000 bouteilles par an dont 75 à 85 % sont exportés.
Seuls les vignobles du Rochusberg de Bingen sont exploités. Les vignobles de pointe sont le Scharlachberg, le vignoble le plus renommé de Bingen-Büdesheim, et le Kirchberg, tous deux classés par le VDP comme Große Lage. En outre, des vignes sont cultivées sur les terroirs Osterberg, Rosengarten et Binger Bubenstück. La particularité du vignoble Scharlachberg est sa forte teneur en quartzite, dont les pigments d'oxyde de fer aux reflets rougeâtres ont donné son nom au Scharlachberg. Le Scharlachberg sur le Rochusberg fait partie d'une grande barre de quartzite, un contrefort du massif schisteux rhénan qui s'étend de Francfort jusqu'au Hunsrück en passant par le Rheingau et le Taunus.
Spécialement pour le riesling, il est possible d'exprimer l'unicité du sol dans le caractère, l'arôme et le style du vin. Ainsi, la minéralité rend les vins du Scharlachberg particulièrement expressifs.
Le vignoble Scharlachberg est mentionné pour la première fois dans un document de 1248, lorsque le abbaye d’Eberbach acquiert le vignoble "Scarlachen". Le monastère cistercien loue certaines parcelles du vignoble afin d'en tirer davantage de revenus. C'est ainsi que le "Katharinenzins", la pièce maîtresse du domaine, prend son nom : Le jour de la Sainte-Catherine, le 25 novembre, le paiement du fermage était dû.

## Distinctions
Le domaine a reçu les honneurs et distinctions suivants au cours des dernières années (liste non exhaustive) :
- Le Vinum Weinguide 2021 récompense le domaine par 3,5 étoiles et le nomme "Promu de l'année en Hesse rhénane". Le magazine Der Feinschmecker désigne également le domaine viticole parmi les "500 meilleurs viticulteurs et vins 2021" comme "étoile montante" avec 3,5 F. Le guide des vins “Eichelmann” attribue 3,5 étoiles au domaine. Dans le guide des vins Gault & Millau 2020, le domaine obtient 3 raisins rouges.
- La presse internationale spécialisée comme Jancis Robinson attribue aux vins jusqu'à 18++ ainsi que James Suckling (dégustateur Stuart Pigott) jusqu'à 98 points, ce qui en fait également l'un des meilleurs top 100 vins allemands de 2019.
- Le domaine a remporté le prix allemand des domaines viticoles 2018, décerné par la Hochschule Geisenheim[1].
- Quatre étoiles dans le Falstaff Weinguide Deutschland 2024[2].

## Source de la traduction
- (de) Cet article est partiellement ou en totalité issu de l’article de Wikipédia en allemand intitulé « Weingut Riffel » (voir la liste des auteurs).